# Station Wiesbaden Erbenheim
Station Wiesbaden Erbenheim is een spoorwegstation in de Duitse plaats Erbenheim, Wiesbaden. Het station werd in 1879 geopend aan de Spoorlijn Wiesbaden - Niedernhausen.

## Treinverbindingen
De volgende treinseries stoppen momenteel (2011) in Wiesbaden Ost:
| Spoorlijn:                | Treinsoort: | Route:                                                                       | Bijzonderheden: |
| ------------------------- | ----------- | ---------------------------------------------------------------------------- | --------------- |
| Wiesbaden - Niedernhausen | RB21        | Wiesbaden - Wiesbaden Erbenheim - Niedernhausen (- Limburg an der Lahn) v.v. | 2× per uur      |